# Сан-Карлос-Парк
Сан-Карлос-Парк (англ. San Carlos Park) — статистически обособленная местность, расположенная в округе Ли (штат Флорида, США) с населением в 16 317 человек по статистическим данным переписи 2000 года.

## География
По данным Бюро переписи населения США, статистически обособленная местность Сан-Карлос-Парк имеет общую площадь в 13,21 квадратных километров, из которых 12,69 кв. километров занимает земля и 0,52 кв. километров — вода. Площадь водных ресурсов округа составляет 3,94 % от всей его площади.
Статистически обособленная местность Сан-Карлос-Парк расположена на высоте 5 м над уровнем моря.

## Демография
| Год переписи        | Нас.  |  | %±     |
| ------------------- | ----- |  | ------ |
| 1980                | 3950  |  | —      |
| 1990                | 11785 |  | 198,4% |
| 2000                | 16317 |  | 38,5%  |
| 1980–2000 Источник: |       |  |        |

По данным переписи населения 2000 года, в Сан-Карлос-Парк проживало 16 317 человек, 4449 семей, насчитывалось 5901 домашнее хозяйство и 6580 жилых домов. Средняя плотность населения составляла около 1235,2 человек на один квадратный километр. Расовый состав населённого пункта распределился следующим образом: 93,84 % белых, 1,26 % — чёрных или афроамериканцев, 0,34 % — коренных американцев, 0,70 % — азиатов, 0,01 % — выходцев с тихоокеанских островов, 1,54 % — представителей смешанных рас, 2,31 % — других народностей. Испаноговорящие составили 8,14 % от всех жителей статистически обособленной местности.
Из 5901 домашних хозяйств в 42,5 % воспитывали детей в возрасте до 18 лет, 58,2 % представляли собой совместно проживающие супружеские пары, в 11,3 % семей женщины проживали без мужей, 24,6 % не имели семей. 16,5 % от общего числа семей на момент переписи жили самостоятельно, при этом 4,4 % составили одинокие пожилые люди в возрасте 65 лет и старше. Средний размер домашнего хозяйства составил 2,77 человек, а средний размер семьи — 3,09 человек.
Население статистически обособленной местности по возрастному диапазону по данным переписи 2000 года распределилось следующим образом: 29,3 % — жители младше 18 лет, 6,9 % — между 18 и 24 годами, 36,7 % — от 25 до 44 лет, 18,5 % — от 45 до 64 лет и 8,7 % — в возрасте 65 лет и старше. Средний возраст жителей составил 34 года. На каждые 100 женщин в Сан-Карлос-Парк приходилось 102,3 мужчин, при этом на каждые сто женщин 18 лет и старше приходилось 98,6 мужчин также старше 18 лет.
Средний доход на одно домашнее хозяйство статистически обособленной местности составил 45 870 долларов США, а средний доход на одну семью — 48 740 долларов. При этом мужчины имели средний доход в 31 768 долларов США в год против 25 541 доллар среднегодового дохода у женщин. Доход на душу населения статистически обособленной местности составил 45 870 долларов в год. 6,1 % от всего числа семей в населённом пункте и 8,0 % от всей численности населения находилось на момент переписи населения за чертой бедности, при этом 8,8 % из них были моложе 18 лет и 7,2 % — в возрасте 65 лет и старше.